# Nowy Las (województwo warmińsko-mazurskie)
Nowy Las (niem. Neuwald) – osada leśna w Polsce położona w województwie warmińsko-mazurskim, w powiecie szczycieńskim, w gminie Jedwabno. Miejscowość znajduje się w odległości 6 km od Jedwabna.
W latach 1975–1998 miejscowość administracyjnie należała do województwa olsztyńskiego.